# Mikhail I của Nga
Mikhail Fyodorovich (tiếng Nga: Михаи́л Фёдорович, tiếng Slav Đông cổ: Міхаи́лъ Ѳео́доровичь; 22 tháng 7 [12 tháng 7 theo lịch cũ] năm 1596 – 23 tháng 7 [13 tháng 7 theo lịch cũ] năm 1645), còn được gọi là Mikhail I hoặc Michael I, là vì Sa hoàng đầu tiên của nhà Romanov được Hội nghị quý tộc bầu chọn vào năm 1613. Mikhail là con trai của Fyodor Nikitich Romanov (sau này được biết với tên Thượng phụ Philaret) với bà Xenia (được biết với tên Martha), đồng thời là cháu họ ngoại của Sa hoàng Fyodor I thông qua người bà cô Anastasia Romanovna (người vợ đầu của Sa hoàng Ivan IV của Nga).
Sự lên ngôi của ông đánh dấu kết thúc Thời kì Đại Loạn ở Nga trong những năm 1598 - 1613. Các cuộc chiến tranh Ingria và Ba Lan-Muscovite lần lượt kết thúc vào năm 1617 và 1618, với việc Nga tiếp tục giành được độc lập nhưng phải trả giá bằng việc mất lãnh thổ ở phía Tây. Vua Ba Lan Władysław IV Vasa cuối cùng đã đồng ý chính thức từ bỏ yêu sách ngai vàng của mình với Hiệp ước Polyanovka năm 1634. Trong khi đó, ở phía Đông, người Cossack đã đạt được những tiến bộ chưa từng có trong cuộc chinh phục Siberia và các nhà thám hiểm Nga đã đến Thái Bình Dương (Biển Okhotsk) vào cuối triều đại của Mikhail.

## Cuộc sống và lên ngôi Hoàng đế Nga
Ông nội của Mikhail, boyar Nikita Romanovich Zakharyin-Yuriev (1522 - 1586), là anh trai của hoàng hậu Nga Anastasia Romanovna (1530 - 1560), và là một cố vấn trung thành của Sa hoàng Ivan Bạo chúa. Hoàng hậu Anastasia sinh cho Nga hoàng 6 người con, trong đó có con trai Dmitry (chết lúc mới 1 tuổi), cựu thái tử Ivan (bị cha giết năm 1582) và người kế vị Fyodor (1557 - 1598). Ít lâu sau, Nikita Romanov cưới thêm người vợ Alexandrovna Gorbataya-Shuyskaya sinh ra Fyodor Nikitich Romanov (1553 - 1633). Có quan hệ với hoàng gia Nga thông qua cô của mình, Fyodor Romanov trở thành một chỉ huy quân đội và nhà ngoại giao xuất sắc.
Dưới triều đại Fyodor I (1584 - 1598), Mikhail được làm boyar (lãnh chúa) vào năm 1583. Năm 1590, ông chiến đấu chống lại lực lượng viễn chinh của Johan III của đế quốc Thụy Điển, và năm 1593-1594, tiến hành đàm phán hòa bình với Hoàng đế Rudolf II của đế quốc La Mã Thần Thánh.
Ngày 17/1/1598, Sa hoàng Fyodor I bất ngờ băng hà mà chưa có con nối dõi. Hội đồng boyar tổ chức bầu cử vào tháng 1/1598, chọn Boris Godunov (anh vợ của Fyodor I) kế vị ngôi Sa hoàng.
Sau khi lên ngôi, Godunov tìm cách trục xuất những người thân của Sa hoàng tiền nhiệm, trong đó có Fyodor Romanov; Năm 1600, ông này và vợ là Xenia Shestova (1560 - 1631) bị buộc phải vào tu viện để tu hành, dưới tên Philaret và Martha (lúc đó bà có dắt theo các con, trong đó có con trai Mikhail mới 4 tuổi). Philaret bị giam cầm ở tu viện Antoniev của miền bắc nước Nga.
Đến năm 1605, gia đình được Dmitriy I (vị Sa hoàng thân Ba Lan) giải thoát. Năm 1612, hoàng tử Ba Lan Władysław IV lên ngôi Sa hoàng Nga và tiếp tục giam cầm gia đình của Philaret.

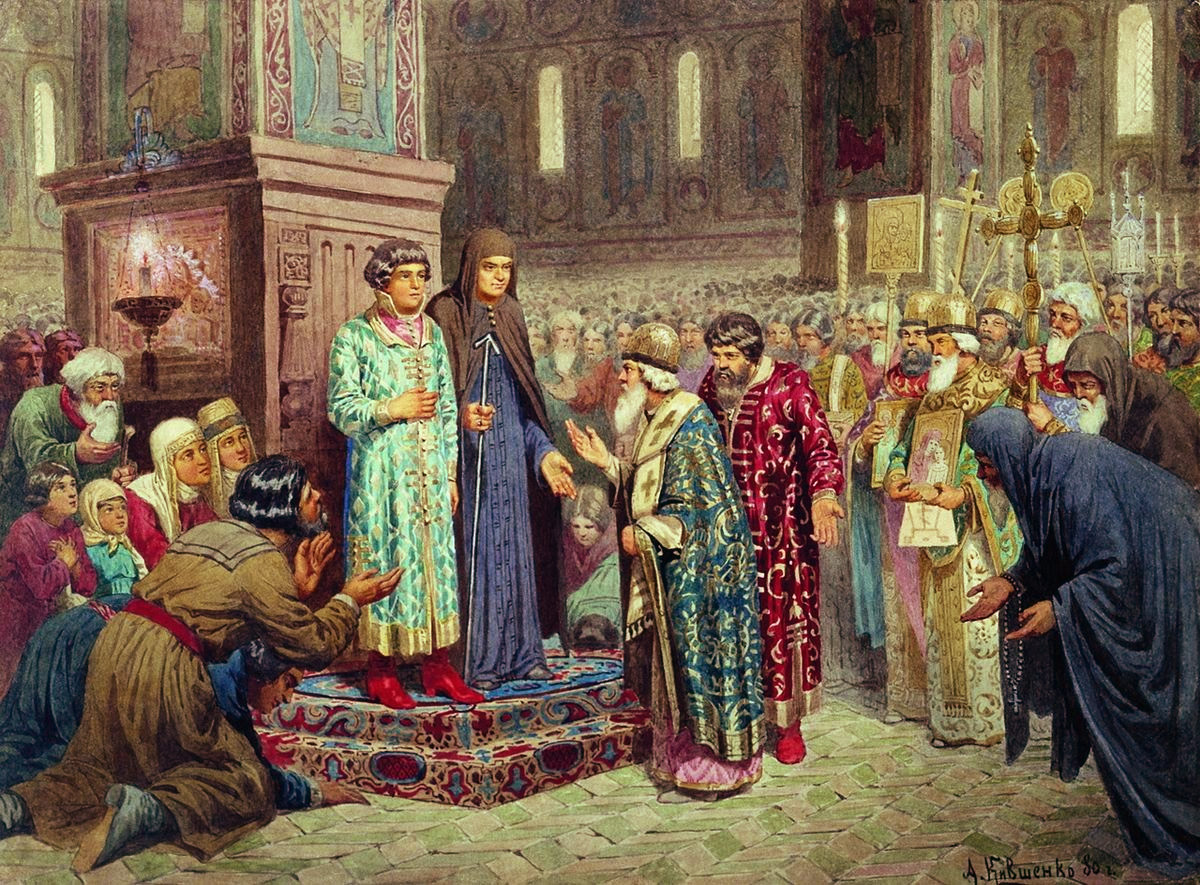
Mikhail I được các quý tộc Nga bầu lên ngôi Sa hoàng. Tranh của Aleksey Kivshenko.

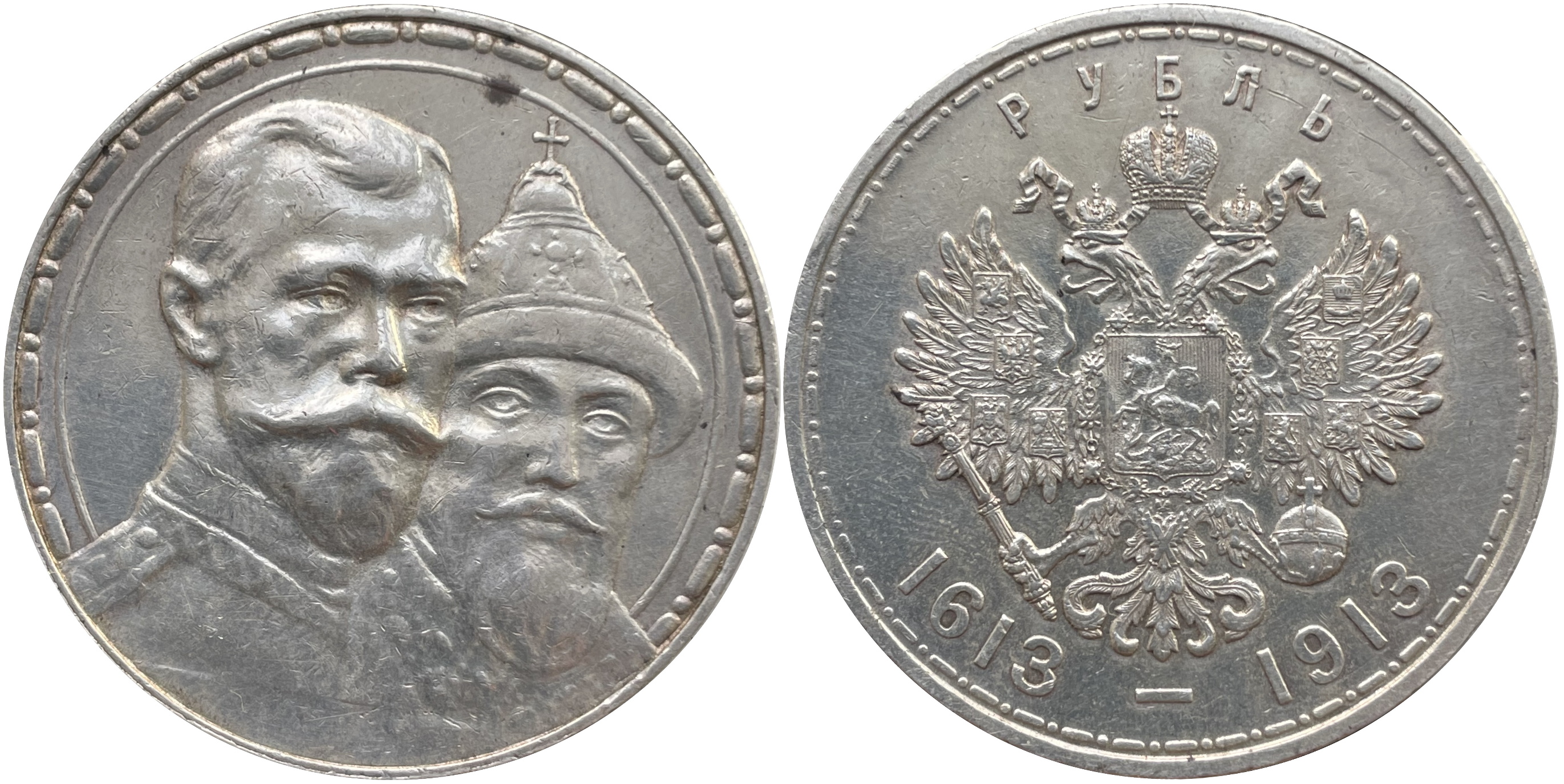
Xu bạc 1 Ruble "Kỷ niệm 300 năm Triều đại Romanov", được tính khởi đầu từ sự lên ngôi của Mikhail I năm 1613 đến năm 1913 dưới triều đại của Nikolai II của Nga

### Được bầu lên ngai vàng Nga
Ngày 21/1/1613, trong tu viện tồi tàn Troitsa cách Moskva 70 km về hướng đông bắc, Hội đồng boyar đã họp và bầu con trai của Philaret, Mikhail Romanov lên ngôi Sa hoàng.
Ngày 22/7/1613, Mikhail tiếp nhận vương miện từ tay hội đồng boyar và lấy hiệu Mikhail I, khai sinh ra triều đại Romanov (1613 - 1917).
Sau khi đăng cơ, Mikhail I quyết tâm giải phóng đất nước Nga bằng cách điều hành quân đội phối hợp với các nhóm du kích ở Karelia và Pskov tấn công quân Ba Lan khắp nơi.
Ở miền bắc nước Nga, nhân dân vùng Novgorod bị chiếm đóng đã nổi dậy chống quân Thụy Điển, buộc chính phủ của họ phải đàm phán với Nga. Theo Hòa ước Stolbovo ký giữa hai nước ngày 27 tháng Giêng (17 tháng Giêng theo lịch cũ) năm 1617, vùng đất Novgorod được trao trả cho nước Nga, nhưng vịnh Phần Lan (gồm eo Carel, sông Neva và các thành phố Iam, Coporie, Ivan, Corela và Orensec), cửa ngõ duy nhất ra biển Baltic của Nga, vẫn nằm trong tay Thụy Điển.
Sau đó, Mikhail quay sang tuyên chiến với Ba Lan bắt đầu từ năm 1609, nhưng bất phân thắng bại. Từ năm 1612 - 1616, những đội quân đánh thuê của Ba Lan đã vây hãm thành Bryansk và đánh tan quân cứu viện của Nga ở gần Karachev. Năm 1615 - 1616, tướng Ba Lan Lisowski liên tiếp đánh bại quân Nga tại Rzhev, tiến về phía bắc Kashin, đốt Torzhok và tiến đánh Bolkhov vào cuối năm 1616. Với mục đích tiêu diệt hẳn quân Nga, vào đầu năm 1617 Quốc hội của liên minh Ba Lan - Litva thống nhất theo đề nghị của vua Ba Lan Wladislav IV biểu quyết tăng ngân sách cho cuộc chiến. Liên minh Ba Lan - Litva ào ạt tấn công và chiếm được các thị trấn Dorogobuzh (Дорогобуж, Drohobuż, Drohobycz) và Vyazma (Вязьма, Wiaźma) vào tháng 10/1617.
Tuy nhiên sau đó, lực lượng Khối thịnh vượng chung lại bị đánh bại ở Vyazma và Mozhaisk, khiến kế hoạch phản công của Chodkiewicz nhằm tiến đến Moskva thất bại. Cuối năm 1617 - đầu năm 1618, liên quân Ba Lan - Litva mở hai cuộc tấn công lớn vào Moskva, nhưng bị đánh bại ngay dưới chân thành.
Kế hoạch đánh chiếm nước Nga bị thất bại, vua Ba Lan buộc phải ký Hiệp định đình chiến Deulino ngày 11/12/1618, có hiệu lực vào ngày 4/1/1619. Hiệp định này buộc hai nước ngừng chiến trong thời hạn 14,5 năm, theo đó Ba Lan đóng giữ các lãnh thổ của Chernigov, Severia (Siewiersk) và thành phố Smolensk. Hiệp định buộc Wladislav từ bỏ ngôi Sa hoàng Nga và phải trao trả Thượng phụ Philaret về Nga.

## Tổ chức chính quyền Nga thời Mikhail I

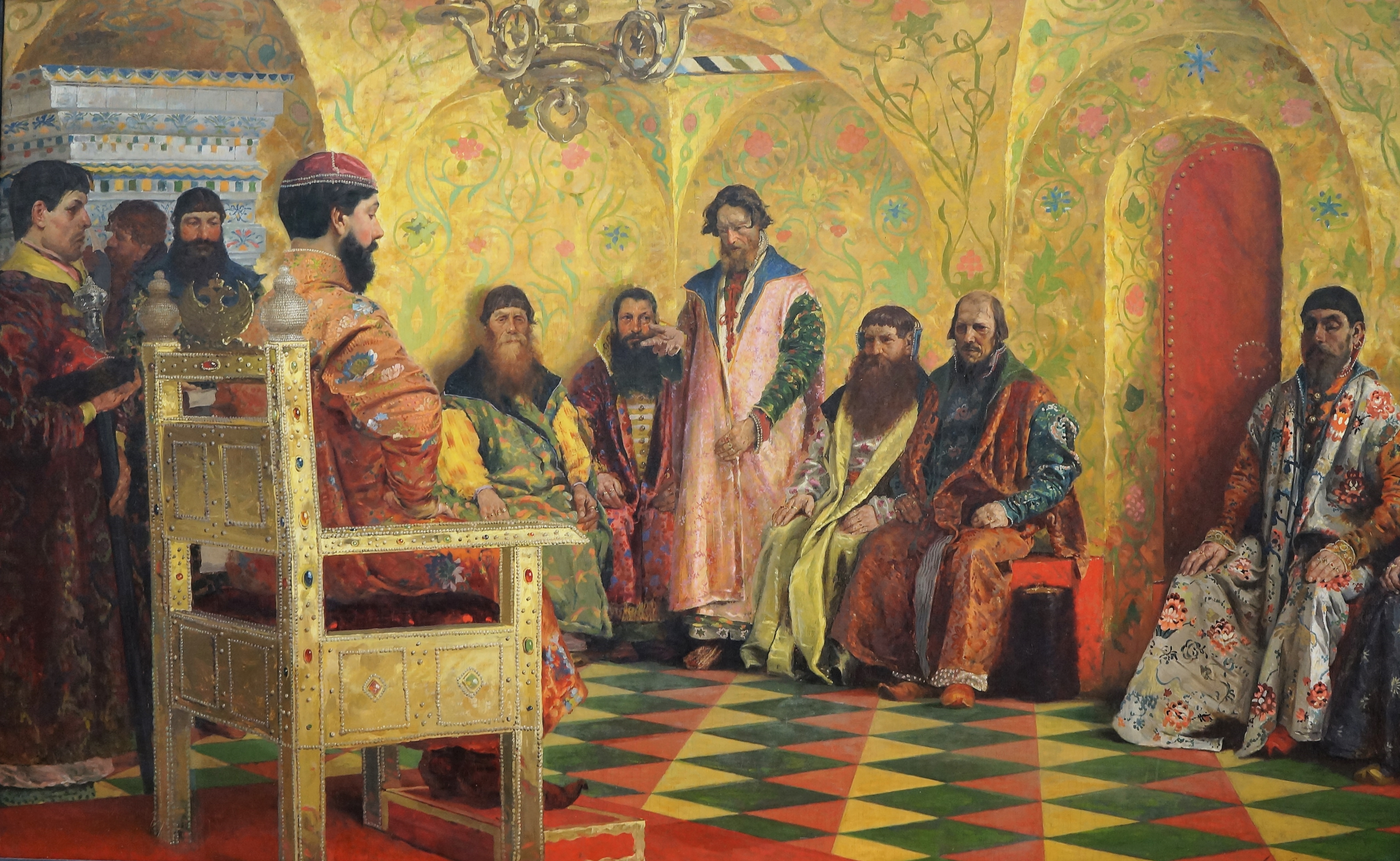
Sa hoàng Mikhael I trong một cuộc họp của các boyar Nga. Hoạ phẩm của Andrei Ryabushkinv, hiện đang ở tại Phòng trưng bày Tretyakov, Moskva.

Sau khi lên ngôi, Mikhail I cải tổ hệ thống chính quyền Nga. Lúc đầu, ông cho phép hai cơ quan cao nhất của chính phủ: Hội đồng cơ mật (Posolsky Prikaz) và Hội đồng lãnh chúa (Razryadny Prikaz) được hoạt động sông song, đứng đầu bởi các dyak (chuyên viên thư ký).
Hội đồng cơ mật đóng vai trò như là thượng viện Nga, trực thuộc Boyar Duma (tức Quốc hội Nga ngày nay, có chức năng quản lý hoàng cung, quân đội, nhà thờ Chính thống giáo và các vấn đề dân sinh.). Người đầu tiên đứng đầu hội đồng này là Pyotr Tretyakov (cho đến khi qua đời năm 1618); ông đã thi hành chính sách liên minh với Thụy Điển để chống lại Ba Lan. Người kế nhiệm Pyotr, Ivan Gramotin, từng đàm phán thành công với Ba Lan ở Poloniphile để đưa Thượng phụ Philaret về nước. Nhưng năm 1626, ông bị lưu đày vì phản đối Thượng phụ Philaret gây chiến với Ba Lan. Những người kế nhiệm Efim Telepnev và Fedor Likhachov cũng bị lưu đày lần lượt vào các năm 1630 và 1631 trong nỗ lực giảm bớt thù hằn của Thượng phụ với Ba Lan. Ivan Gryazev, được bổ nhiệm vào năm 1632 và được thăng làm thành viên thứ hai của bộ máy quan liêu để thi hành các mệnh lệnh của Philaret. Năm 1634, đại sứ tại Anh (1621-1622) là Gramotin đã cố gắng hạ nhiệt căng thẳng trong quan hệ Nga - Ba Lan. Đến khi Likhachov lên nắm hội động giai đoạn 1635-1643, quan hệ hai nước được bình thường hóa.
Hội đồng lãnh chúa đứng đầu là Sydavny Vasilyev, rồi được kế nhiệm bởi Tomillo Lugovskoy. Sau khi Lugovskoy bị Philaret lưu đày năm 1623, Fyodor Likhachov trở thành người đứng đầu Prikaz cho tới khi ông chuyển sang Hội đồng cơ mật. Năm 1630, Hội đồng lãnh chúa được trao cho Ivan Gavrenev lãnh đạo trong 30 năm sau đó.
Ba cơ quan khác là Streletsky Prikaz (phụ trách các trung đoàn của Streltsy đóng quân ở Moskva), Kho bạc (Prikaz bolshoy kazny), và Aptekarsky Prikaz ("Văn phòng Dược phẩm", hay Bộ Y tế). Lúc đầu, ba cơ quan này đều do Ivan Cherkassky (cháu trai của Philaret) nắm giữ từ năm 1619. Ivan sau đó làm thủ tướng Nga cho đến khi qua đời vào năm 1642. Sau đó, tướng Fedor Sheremetev giữ chức thủ tướng trong giai đoạn 1642 - 1646, nhưng trên thực tế mọi quyền lực của chính phủ Nga thuộc về hoàng thân Alexey Lvov. Năm 1644, Lvov làm đại sứ Nga tại Ba Lan. Năm 1645, Lvov nhường chức thủ tướng Nga cho Boris Morozov.
Năm 1645, Mikhail I băng hà. Con trai thứ là Aleksei kế vị, tức Sa hoàng Aleksei I